# Спортинг Хихон
Спортинг Хихон е испански футболен отбор от Хихон, Астурия. Цялото име на отбора е Реал Спортинг де Хихон (на испански Real Sporting de Gijon SAD). Основан на 1 юни, 1905, играе в Примера Дивисион. Известен като Rojiblancos поради екипите си в червено и бяло райе. Играе срещите си на стадион Ел Молиньон, най-старият професионален футболен терен в Испания. Той е в употреба още от 1908 г., и е разположен на мястото на стара вятърна мелница в града, а оттам идва и името, което преведено от испански означава „голямата воденица“.

## Статистика
- 40 сезона в Примера Дивисион
- Вицешампион през 1979 година.
- Финалист за Купата на Краля през 1981 г. и 1982
- 41 сезона в Сегунда дивисион

## Известни бивши футболисти
- Хулио Салинас
- Луис Енрике
- Давид Вия
- Кини
- Рашиди Йекини
- Марио Станич
- Мануел Негрете

## Български футболисти
- Георги Йорданов: 1990/93 - (77 мача - 7 гола)

## Известни бивши треньори
Вуядин Божков
 Аад де Мос